# Nanda Devi và Vườn quốc gia Thung lũng các loài hoa
Nanda Devi và Vườn quốc gia Thung lũng các loài hoa là một Di sản thế giới được UNESCO công nhận nằm tại bang Uttarakhand, Ấn Độ. Nó bao gồm hai vùng lõi cách nhau 20 km được tạo thành từ hai Vườn quốc gia Nanda Devi và Thung lũng các loài hoa kết hợp với một vùng đệm giữa hai vườn quốc gia này.
Năm 1988, di sản được công nhận chỉ bao gồm Vườn quốc gia Nanda Devi có diện tích 630,33 km2 (243,37 dặm vuông Anh). Nhưng đến năm 2005, nó được mở rộng để bao gồm cả Vườn quốc gia Thung lũng các loài hoa có diện tích 87,50 km2 (33,78 dặm vuông Anh) và một vùng đệm rộng 5.148,57 km2 (1.987,87 dặm vuông Anh), đổi tên thành Nanda Devi và Vườn quốc gia Thung lũng các loài hoa. 